# Wyatt Earp (Spiel)
Wyatt Earp ist ein 2001 bei Ravensburger in der alea-Reihe erschienenes Kartenspiel von Richard Borg und Mitz Fitzgerald mit Illustrationen von Franz Vohwinkel für 2 bis 4 Spieler. Bereits 1985 war bei Hexagames ein Spiel mit diesem Titel von Jürgen Hagedorn erschienen, das auch im Finale der Deutschen Mannschaftsmeisterschaft im Brettspiel gespielt wurde.
In diesem Spiel wandeln die Spieler auf den Spuren von Wyatt Earp, eines legendären Revolverhelden des Wilden Westens und begeben sich auf die Jagd nach Jesse James, Billy the Kid und anderen berühmten Banditen.

## Beschreibung
Ziel des Spieles ist es möglichst schnell mehr als 25.000 $ durch das Ergreifen von Banditen zu erzielen. Über mehrere Runden versucht jeder Spieler möglichst ohne die Hilfe der anderen Spieler einen Outlaw dingfest zu machen und die auf ihn ausgeschriebene Belohnung zu kassieren. Dazu werden Spielkarten ausgespielt, die man zu Beginn seines Zuges von einem Aufnahmestapel oder dem offenen Ablagestapel nachzieht. Wer mindestens 3 Karten eines Outlaws auf der Hand hat, kann diese ausspielen und damit die ausgesetzte Belohnung bestimmen. In ihren Zügen dürfen die anderen Spieler dann ebenfalls Karten dieses Outlaws ausspielen, nun auch weniger als 3, womit die ausgesetzte Belohnung weiter erhöht wird. Zudem kann ein Spieler genau eine Sheriff-Karte ausspielen, mit denen die Sheriff-Punkte erhöht, oder die Belohnungen weiter gesteigert werden oder in den Spielverlauf eingegriffen wird. Anschließend muss der Spieler noch eine Karte auf den offenen Ablagestapel legen. Danach ist sein linker Nachbar am Zug, es sei denn, er hat seine letzte Handkarte ablegt. Dann kommt es sofort zu einer Wertung. Nun werden alle Outlaws abgerechnet für die mindestens 8 Sheriff-Punkte ausliegen, alle anderen verbleiben für den nächsten Durchgang liegen. Der Spieler, der mindestens 5 Sheriff-Punkte mehr hat als der Spieler mit den zweitmeisten Sheriffpunkten kassiert die komplette Belohnung, ansonsten wird die Belohnung unter denen aufgeteilt, die bis zu 4 Punkte weniger haben. Danach beginnt ein neuer Durchgang, bis ein Spieler die 25.000$-Marke erreicht.

## Inhalt
- 29 Sheriff-Karten:
  - 7× Photo
  - 7× Wyatt Earp
  - 4× Banküberfall
  - 3× Schnellster Schütze
  - 3× Most wanted
  - 3× Unterschlupf
  - 2× Postkutschen-Überfall
- 49 Outlaw-Karten
  - je 7× Butch Cassidy, Bob Dalton, Wes Hardin, Jesse James, Billy the Kid, Sundance Kid, Belle Starr
- 78 Geldscheine:
  - 60× 1000 $
  - 18× 5000 $
- 7 Steckbriefe
- 4 Übersichtskarten
- 1 Spielanleitung (12 Seiten DIN A5)

## Übersetzungen
- Englisch bei Rio Grande Games

## Auszeichnungen
- Meeples’ Choice Award 2001

## Spielkritiken
- Spielbox Ausgabe 4/01: „Jagd nach Outlaws“